# آرسیتا (ایتالیا)
آرسیتا (ایتالیا) (به ایتالیایی: Arsita) یک کومونه در ایتالیا است که در استان تیرامو واقع شده‌است.

## خصوصیات
آرسیتا ۳۴ کیلومترمربع مساحت و ۹۶۱ نفر جمعیت دارد و ۴۷۰ متر بالاتر از سطح دریا واقع شده‌است.